# Șiriu
Șiriu – wieś w Rumunii, w okręgu Konstanca, w gminie Crucea. W 2011 roku liczyła 212 mieszkańców.